# Diana Mitford
Diana Freeman-Mitford (Londra, 17 giugno 1910 – Parigi, 11 agosto 2003) è stata la seconda moglie di Oswald Mosley, leader dell'Unione Britannica dei Fascisti.

## Biografia
Diana era esponente della famiglia Mitford, terza figlia di David Freeman-Mitford, II barone Redesdale, e di sua moglie, Sydney Bowles, figlia di Thomas Gibson Bowles. Era una cugina di primo grado di Clementine Churchill, cugina di secondo grado di Angus Ogilvy e cugina di primo grado, di Bertrand Russell. Diana nacque a Belgravia e crebbe tra la tenuta di campagna di Batsford Park, Astonhall Manor, nell'Oxfordshire, e a Swinbrook House, una casa che suo padre aveva costruito nel villaggio di Swinbrook. Fu educata a casa da una serie di governanti ad eccezione di un periodo di sei mesi nel 1926, quando fu mandata in una scuola a Parigi.

### Primo matrimonio
All'età di 18 anni, poco dopo la sua presentazione a corte, si fidanzò segretamente con Bryan Guinness, II barone Moyne. Guinness era un aristocratico irlandese, scrittore ed erede della birra e della baronia di Moyne. 

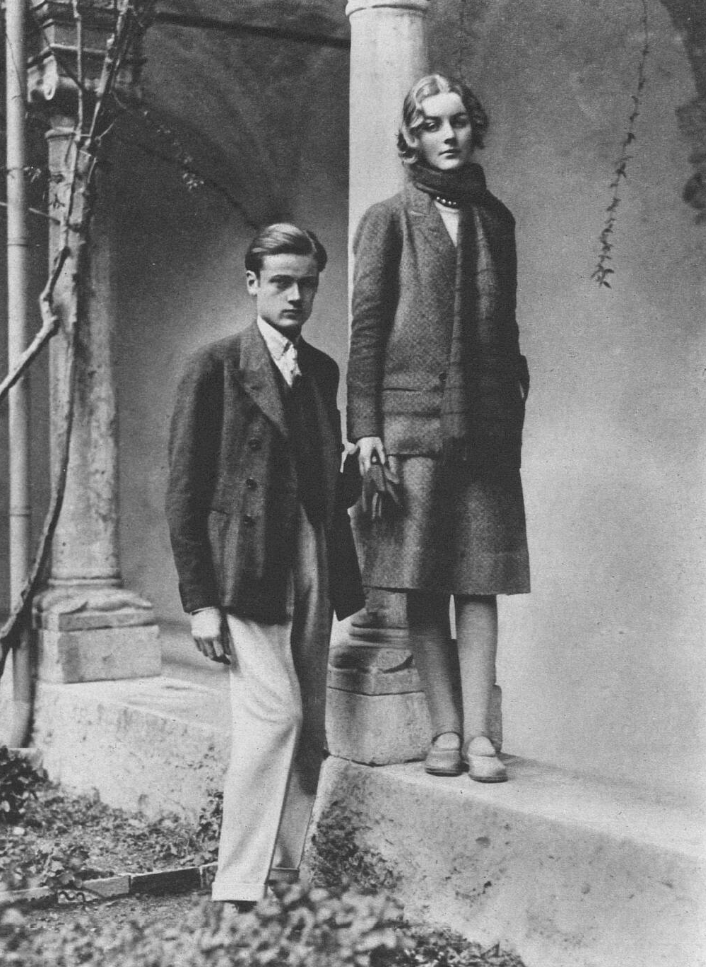
Diana con il primo marito a Taormina nel 1929

I suoi genitori inizialmente erano contrari al fidanzamento ma col tempo furono persuasi. Si sposarono il 30 gennaio 1929; le sue sorelle più piccole Jessica e Debora erano a letto con la scarlattina e non poterono partecipare alla cerimonia come damigelle d'onore. La coppia ebbe due figli:
- Jonathan Guinness, III barone Moyne (nato nel 1930)
- Hon. Desmond Guinness (nato nel 1931)

La coppia aveva un reddito di £ 20.000 all'anno (l'equivalente di £ 1.132.535,70 nel 2016), una proprietà a Biddesden nel Wiltshire e case a Londra e Dublino. Erano ben noti per ospitare eventi della società aristocratica che coinvolgevano i giovani brillanti e protagonisti della vita artistica londinese.
Lo scrittore Evelyn Waugh ha affermato che la sua bellezza "scorreva attraverso la stanza come un suono di campane", e ha dedicato alla coppia il romanzo Vile Bodies, una satira dei ruggenti anni '20.
Un amico di famiglia, James Lees-Milne, scrisse a proposito della sua bellezza da giovane: "lei era la cosa più vicina alla Venere di Botticelli che io avessi mai visto ".

### Secondo matrimonio

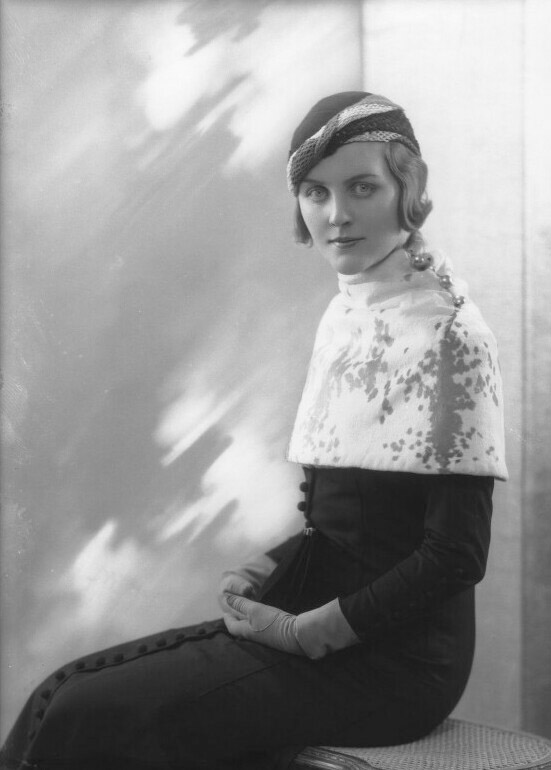
Diana Mitford nel 1932

Nel febbraio del 1932, Diana incontrò Sir Oswald Mosley a una festa in giardino a casa di Emerald Cunard. Presto il leader dell'Unione Britannica dei Fascisti divenne l'amante della ventiduenne Diana; a quel tempo era sposato con Lady Cynthia Curzon, figlia di Lord Curzon, ex viceré dell'India, e della sua prima moglie, l'erede mercantile americana Mary Victoria Leiter. Diana lasciò suo marito ma Sir Oswald non lasciò sua moglie. Abbastanza improvvisamente, Cynthia morì nel 1933 di peritonite. Mosley fu devastato dalla morte di sua moglie, ma in seguito c'è chi afferma che iniziò una relazione con la sorella minore Lady Alexandra Metcalfe. Quell'anno quindi Diana divorziò da Bryan Guinness.
A causa della disapprovazione dei genitori di Diana per la sua decisione di lasciare Guinness per Mosley, fu brevemente allontanata dalla maggior parte della sua famiglia. La sua relazione e l'eventuale matrimonio con Mosley hanno anche messo a dura prova le relazioni con le sue sorelle. Inizialmente, a Jessica e Deborah non era stato permesso di vedere Diana. Deborah alla fine lo conobbe e finì per apprezzarlo molto. Jessica disprezzava le convinzioni di Mosley e si estraniò definitivamente da Diana dopo la fine degli anni '30. Pamela e suo marito Derek Jackson andavano d'accordo con Mosley. Nancy non amava Mosley e, come Jessica, disprezzava le sue convinzioni politiche, ma imparò a tollerarlo per il bene di Diana. Nancy ha scritto il romanzo Wigs on the Green, una ben riuscita satira di Mosley e del suo credo politico. Dopo la pubblicazione nel 1935, i rapporti tra le sorelle divennero tesi e inesistenti e fu solo alla metà degli anni '40 che riuscirono a riconciliarsi.
La coppia affittò Wootton Lodge, una casa di campagna nello Staffordshire che Diana aveva intenzione di acquistare. Arredò gran parte della sua nuova casa con molti dei mobili di Swinbrook venduti da suo padre . La coppia visse a Wootton Lodge insieme ai loro bambini dal 1936 al 1939.
Nel 1934 Diana andò in Germania con la sorella Unity. Mentre erano lì, parteciparono al primo raduno di Norimberga dopo l'ascesa al potere dei nazisti. Nel 1935 grazie a sua sorella Unity, Diana conobbe Hitler. Ritornarono di nuovo per il secondo raduno nello stesso anno e furono suoi ospiti alla manifestazione del 1935. Conobbe Winifred Wagner e Magda Goebbels.

Diana e Oswald Mosley con le camicie nere della British Union of Fascists

Diana e Oswald si sposarono in segreto il 6 ottobre 1936 nel salotto di Joseph Goebbels, con Adolf Hitler come ospite d'onore. Il matrimonio fu tenuto segreto fino alla nascita del loro primo figlio nel 1938. Nell'agosto del 1939, Hitler disse a Diana a pranzo che la guerra era inevitabile.
Mosley e Diana ebbero due figli:
- Oswald Alexander Mosley (nato il 26 novembre 1938)
- Max Rufus Mosley (nato il 13 aprile 1940)

A causa del suo coinvolgimento nella politica di sostegno al Terzo Reich venne arrestata e rinchiusa in carcere per tre anni durante la Seconda Guerra Mondiale. Furono entrambi rilasciati nel novembre 1943 per motivi di salute di Mosley e posti agli arresti domiciliari fino alla fine della guerra, nonché privati dei passaporti fino al 1949.

### Dopoguerra
Dopo la fine della guerra, la coppia tenne delle case in Irlanda, con appartamenti a Londra e Parigi. La loro casa a Clonfert, recentemente rinnovata, era stata bruciata in un incendio accidentale. Diana ricorda nelle sue memorie che il fuoco si sarebbe potuto estinguere se non fosse stato per il loro cuoco che tornò di corsa nella sua stanza per recuperare i suoi beni facendo così ritardare gli aiuti per spegnere l'incendio. Successivamente, si trasferirono in una casa vicino a Fermoy, nella contea di Cork, stabilendosi poi definitivamente in Francia, nel Temple de la Gloire, un tempio palladiano a Orsay, a sud-ovest di Parigi, nel 1950. Divennero vicini di casa del duca e della duchessa di Windsor, che vivevano nella vicina città di Gif-sur-Yvette, e presto divennero amici intimi. Nel 1950 contribuì ai diari di Tatler e curò la rivista The European.
Come sempre erano ben noti per intrattenere, anche se erano esclusi da tutte le funzioni presso l'ambasciata britannica. Durante la loro permanenza in Francia, i Mosley organizzarono un'altra cerimonia di matrimonio; Hitler aveva salvaguardato l'originale della loro licenza di matromonio che però non fu mai trovata nel dopoguerra. Poco dopo la morte di Nancy, nel 1973, tutte le comunicazioni tra le sorelle cessarono.
Nel 1977 ha pubblicato la sua autobiografia, Una vita di Contrasti, e altri due biografie nel 1980.
Diana fu anche una sostenitrice per tutta la vita della Unione Britannica dei Fascisti (BUF), e il suo successore del dopoguerra, il Movimento dell'Unione, a cui contribuì finanziariamente fino alla morte nel 1994 del suo organizzatore Jeffrey Hamm.
Si occupò anche regolarmente di recensire libri per Books & Bookmen e poi per il London Evening Standard nel 1990. Provocò polemiche quando apparì su Desert Island Discs nel 1989.
Nel 1980 a causa della sua tarda età si trasferì a casa di una delle sorelle, Deborah, e negli ultimi anni soffrì di sordità.
Partecipò ai funerali di René de Chambrun, genero di Pierre Laval, nel 2002.

### Morte

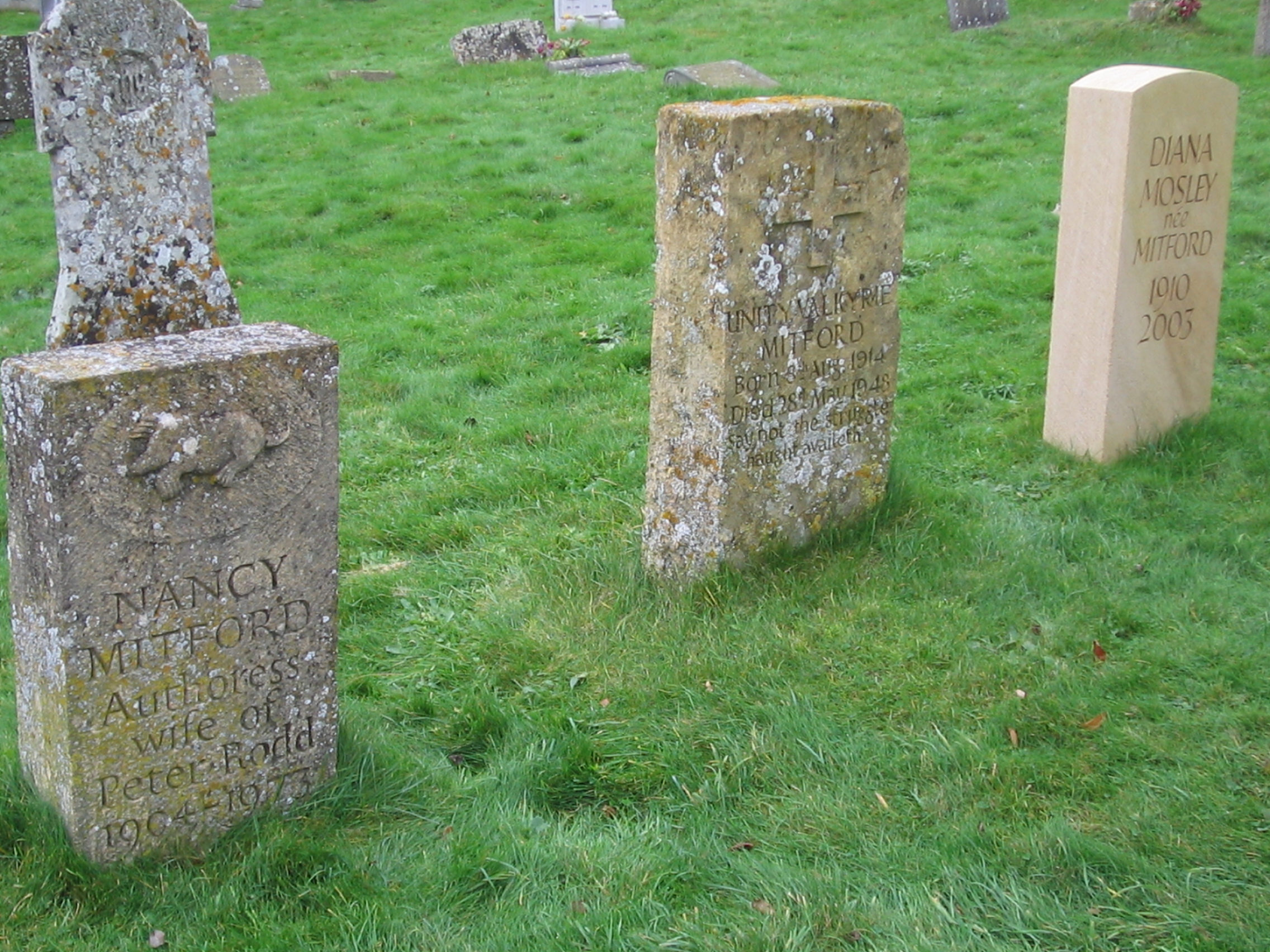
Le lapidi di Nancy, Unity e Diana Mitford, Swinbrook, Oxfordshire

Diana morì a Parigi l'11 agosto 2003, all'età di 93 anni. La causa della sua morte fu dovuta a complicazioni legate a un ictus di cui aveva sofferto una settimana prima, ma in seguito è emerso che lei era stata una delle molte vittime anziane dell'ondata di caldo dell'estate del 2003. Fu sepolta al St Mary's Churchyard, a Swinbrook, insieme alle sue sorelle.

## Ascendenza
|                                              |                      |                                 | Genitori                                   |  |  | Nonni |  |  | Bisnonni              |  |  | Trisnonni     |  |
|                                              |                      |                                 |                                            |  |  |       |  |  | Henry Reveley Mitford |  |  | Henry Mitford |  |
|                                              |                      |                                 |                                            |  |  |       |  |  | Henry Reveley Mitford |  |  | Henry Mitford |  |
|                                              |                      | Mary Anstruther                 |                                            |  |  |       |  |  | Henry Reveley Mitford |  |  |               |  |
| Algernon Freeman-Mitford, I barone Redesdale |                      |                                 |                                            |  |  |       |  |  | Henry Reveley Mitford |  |  |               |  |
|                                              |                      | Georgiana Ashburnham            | George Ashburnham, III conte di Ashburnham |  |  |       |  |  |                       |  |  |               |  |
|                                              |                      | Georgiana Ashburnham            | George Ashburnham, III conte di Ashburnham |  |  |       |  |  |                       |  |  |               |  |
|                                              |                      | Georgiana Ashburnham            | Charlotte Percy                            |  |  |       |  |  |                       |  |  |               |  |
| David Freeman-Mitford, II barone Redesdale   |                      | Georgiana Ashburnham            |                                            |  |  |       |  |  |                       |  |  |               |  |
|                                              |                      | David Ogilvy, X conte di Airlie | David Ogilvy, IX conte di Airlie           |  |  |       |  |  |                       |  |  |               |  |
|                                              |                      | David Ogilvy, X conte di Airlie | David Ogilvy, IX conte di Airlie           |  |  |       |  |  |                       |  |  |               |  |
|                                              |                      | David Ogilvy, X conte di Airlie | Clementina Drummond                        |  |  |       |  |  |                       |  |  |               |  |
| Clementina Ogilvy                            |                      | David Ogilvy, X conte di Airlie |                                            |  |  |       |  |  |                       |  |  |               |  |
|                                              |                      | Henrietta Stanley               | Edward Stanley, II barone di Alderley      |  |  |       |  |  |                       |  |  |               |  |
|                                              |                      | Henrietta Stanley               | Edward Stanley, II barone di Alderley      |  |  |       |  |  |                       |  |  |               |  |
|                                              |                      | Henrietta Stanley               | Henrietta Maria Dillon-Lee                 |  |  |       |  |  |                       |  |  |               |  |
| Diana Freeman-Mitford                        |                      | Henrietta Stanley               |                                            |  |  |       |  |  |                       |  |  |               |  |
|                                              | Thomas Milner Gibson | Thomas Gibson                   |                                            |  |  |       |  |  |                       |  |  |               |  |
|                                              | Thomas Milner Gibson | Thomas Gibson                   |                                            |  |  |       |  |  |                       |  |  |               |  |
|                                              | Thomas Milner Gibson | Isabella Glover                 |                                            |  |  |       |  |  |                       |  |  |               |  |
| Thomas Gibson Bowles                         | Thomas Milner Gibson |                                 |                                            |  |  |       |  |  |                       |  |  |               |  |
|                                              |                      | Susannah Bowles                 | William Bowles                             |  |  |       |  |  |                       |  |  |               |  |
|                                              |                      | Susannah Bowles                 | William Bowles                             |  |  |       |  |  |                       |  |  |               |  |
|                                              |                      | Susannah Bowles                 | Mary Ann Dawes                             |  |  |       |  |  |                       |  |  |               |  |
| Sydney Bowles                                |                      | Susannah Bowles                 |                                            |  |  |       |  |  |                       |  |  |               |  |
|                                              |                      | Charles Evans-Gordon            | George Evans-Gordon                        |  |  |       |  |  |                       |  |  |               |  |
|                                              |                      | Charles Evans-Gordon            | George Evans-Gordon                        |  |  |       |  |  |                       |  |  |               |  |
|                                              |                      | Charles Evans-Gordon            | Frances Spalding                           |  |  |       |  |  |                       |  |  |               |  |
| Jessica Evans-Gordon                         |                      | Charles Evans-Gordon            |                                            |  |  |       |  |  |                       |  |  |               |  |
|                                              |                      | Catherine Rose                  | Alexander Rose                             |  |  |       |  |  |                       |  |  |               |  |
|                                              |                      | Catherine Rose                  | Alexander Rose                             |  |  |       |  |  |                       |  |  |               |  |
|                                              |                      | Catherine Rose                  | Janet McIntosh                             |  |  |       |  |  |                       |  |  |               |  |
|                                              |                      | Catherine Rose                  |                                            |  |  |       |  |  |                       |  |  |               |  |

## Opere
- A Life of Contrasts (1977)
- Loved Ones (1985)
- The Duchess of Windsor (1980)
- The Pursuit of Laughter (2008)
- Introduzione e prefazione a Nancy Mitford: A Memoir di Harold Acton (1975)
- Raccolta di lettere tra le sei sorelle Mitford: The Mitfords: Letters Between Six Sisters (2007)